# Guillaume Blot
Guillaume Blot (Saint-Malo, 28 maart 1985) is een Frans voormalig wielrenner.

## Belangrijkste overwinningen
2008
- 4e etappe Circuit des Plages Vendéennes
- 7e etappe Circuit des Plages Vendéennes
- Eindklassement Circuit des Plages Vendéennes
- 2e etappe Ronde de l'Oise

2011
- 2e etappe Ronde van Normandië
- GP Fourmies

## Resultaten in voornaamste wedstrijden
| Jaar | Ronde van Italië | Ronde van Frankrijk | Ronde van Spanje |
| ---- | ---------------- | ------------------- | ---------------- |
| 2008 |                  |                     |                  |
| 2009 |                  |                     |                  |
| 2010 | opgave           |                     |                  |
| 2012 |                  |                     |                  |

| Jaar | Gent-Wevelgem | Parijs-Roubaix | Parijs-Brussel |
| ---- | ------------- | -------------- | -------------- |
| 2008 |               |                | 38e            |
| 2009 | 32e           | opgave         | 17e            |
| 2010 |               | buit.tijd      |                |
| 2012 |               | opgave         |                |